# Oswaldo Guayasamín
Oswaldo Aparicio Guayasamín Calero (Quito, 6 de julio de 1919-Baltimore, 10 de marzo de 1999) fue un pintor, dibujante, escultor, grafista y muralista ecuatoriano.

## Biografía
Oswaldo fue el primero de diez hijos; su padre José Miguel Guayasamín era de origen indígena, trabajaba como carpintero y más tarde como taxista y camionero, y su madre Dolores Calero era mestiza y tenía una tienda de abarrotes y dulces que ella misma preparaba.
Su actitud artística despierta a temprana edad. Antes de los ocho años hacía caricaturas de los maestros y compañeros de la escuela. Todas las semanas renovaba los anuncios de la tienda abierta por su madre. También vendía algunos cuadros hechos sobre trozos de lienzo y cartón, con paisajes y retratos de estrellas de cine, en la Plaza de la Independencia.
A pesar de la oposición de su padre, ingresó a la Escuela de Bellas Artes de Quito. Es la época de la Guerra de los cuatro días, un levantamiento cívico militar contra Neptalí Bonifaz en 1932. Durante una manifestación, muere su mejor amigo, un niño de apellido Manjarrés. Este acontecimiento, que más tarde inspirará su obra "Los niños muertos", marca su visión de la gente, las injusticias y la sociedad. Continúa sus estudios en la Escuela y en 1942 se gradúa como escultor y pintor.
En 1942 expone por primera vez a la edad de 23 años en una sala particular de Quito y provoca un escándalo. La crítica considera esta muestra como un enfrentamiento con la exposición oficial de la Escuela de Bellas Artes. Nelson Rockefeller impresionado por la obra, compra varios cuadros y gestiona una invitación del Departamento de Estado de los Estados Unidos a Guayasamín para que visite los grandes museos, y conozca por primera vez la obra de los grandes maestros de la pintura en directo. Entre 1942 y 1943 permanece seis meses en Estados Unidos. Con el dinero ganado, viaja a México, en donde conoce al maestro Orozco, quien acepta a Guayasamín como asistente en la realización de un mural al fresco.

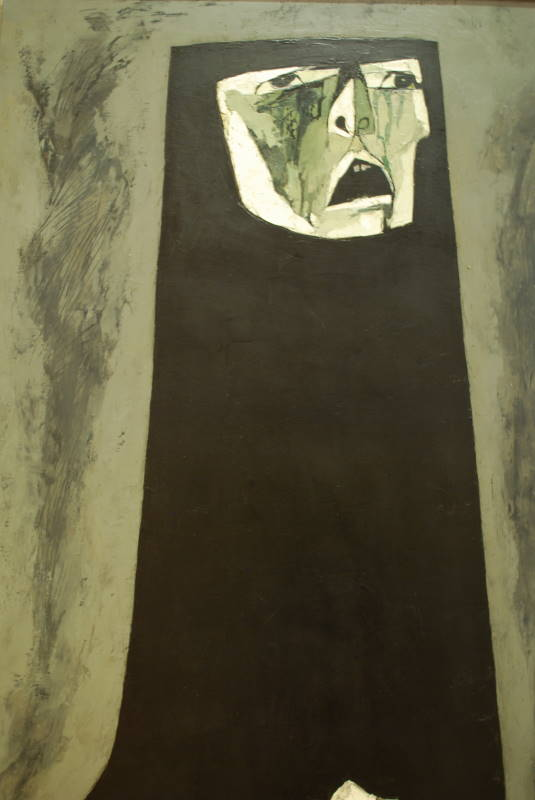
Cuadro en el MAAC de Guayaquil

También entabla amistad con Pablo Neruda y un año después viaja por diversos países de América Latina (desde México a la Patagonia), entre ellos Perú, Brasil, Chile, Argentina y Uruguay, encontrando en todos ellos una sociedad indígena oprimida, temática que recoge en bocetos que posteriormente formarían "Huacayñan", su primera gran serie de pinturas.
En sus pinturas posteriores figurativas trata temas sociales; actuó simplificando las formas. Obtuvo en su juventud todos los premios nacionales y fue acreedor, a los 36 años, del gran premio en la III Bienal Hispanoamericana de Arte, que se llevó a cabo en 1955 en Barcelona y más tarde recibió una Mención de honor en la 4rta Bienal de Sao Paulo.
Fue elegido presidente de la Casa de la Cultura Ecuatoriana en 1971. Sus obras han sido expuestas en las mejores galerías del mundo: Venezuela, Francia, México, Cuba, Italia, España, Estados Unidos, Brasil, Colombia, Unión Soviética, China, entre otros.
En 1976 crea la Fundación Guayasamín, en Quito, a la que dona su obra y sus colecciones de arte, ya que concibe el arte como un patrimonio de los pueblos.
En 1978 es nombrado miembro de la Real Academia de Bellas Artes de San Fernando, de Madrid, y un año después, miembro de honor de la Academia de Artes de Italia.
En 1982 se inaugura en el Aeropuerto de Barajas un mural de 120 metros pintado por Guayasamín. Ese gran mural, elaborado con acrílicos y polvo de mármol, está dividido en dos partes: una de ellas dedicada a España y la otra a Hispanoamérica.

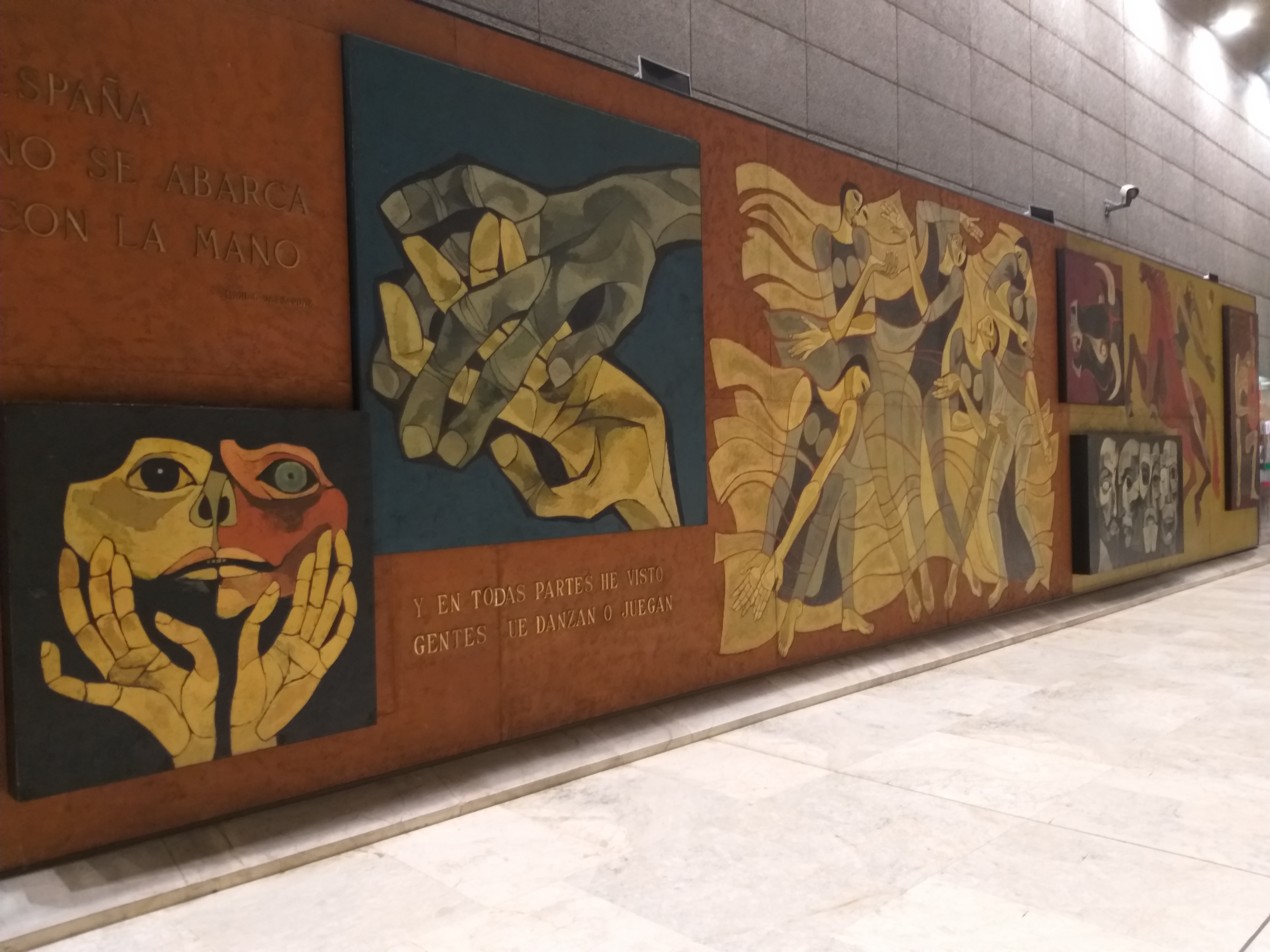
Mural Hispanoamérica de Oswaldo Guayasamín, en el Aeropuerto de Madrid-Barajas, Madrid.

El 28 de octubre de 1992 recibe el título de doctor honoris causa por la Facultad de Arquitectura y Artes de la Universidad Nacional Pedro Henríquez Ureña (UNPHU).

Sus últimas exposiciones las inauguró personalmente en el Museo del Palacio de Luxemburgo, París, y en el Museo Palais de Glace en Buenos Aires, en 1995. Logró exponer en museos de la totalidad de las capitales de América y muchos países de Europa, como en San Petersburgo (Hermitage), Moscú, Praga, Roma, Madrid, Barcelona y Varsovia.

Retrato del poeta César Dávila Andrade.

Realizó unas 48 exposiciones individuales y su producción fue muy fructífera en pinturas de caballete, murales, esculturas y monumentos. Tiene murales en Quito (Palacios de Gobierno y Legislativo, Universidad Central, Consejo Provincial); Madrid (Aeropuerto de Barajas); París (Sede de UNESCO); São Paulo (Parlamento Latinoamericano en el Memorial de América Latina); Caracas (Centro Simón Bolívar). Entre sus monumentos se destacan "A la Patria Joven" (Guayaquil, Ecuador); "A La Resistencia" (Rumiñahui) en Quito.
Su obra humanista, señalada como expresionista, refleja el dolor y la miseria que soporta la mayor parte de la humanidad y denuncia la violencia que le ha tocado vivir al ser humano en el monstruoso Siglo XX marcado por las guerras mundiales, las guerras civiles, los genocidios, los campos de concentración, las dictaduras, las torturas.

Retrato del historiador de arte José Camón Aznar

Guayasamín fue amigo personal de importantes personajes del mundo y retrató a algunos de ellos, como Fidel Castro y Raúl Castro, Paco de Lucía, François y Danielle Mitterrand, Pablo Neruda, Gabriel García Márquez, Rigoberta Menchú, Mercedes Sosa, el rey Juan Carlos de España y la princesa Carolina de Mónaco, José Camón Aznar, etc. Además retrató a algunos famosos y famosas, como Silvia Pinal, Toty Rodríguez, Silvio Rodríguez, etc.
Recibió varias condecoraciones oficiales y doctorados Honoris Causa de universidades de América y Europa. En 1992 recibió el premio Eugenio Espejo, máximo galardón cultural que otorga el gobierno de Ecuador.
A partir de 1995 inició en Quito su obra más importante, el espacio arquitectónico denominado La Capilla del Hombre, a la que dedicó todo su esfuerzo. Falleció el 10 de marzo de 1999, a causa de un infarto agudo de miocardio, en Baltimore (Estados Unidos), aún sin ver finalizado este proyecto.
Ese mismo año se reconoció su labor, de forma póstuma, con el reconocimiento como Pintor de Iberoamérica, el Premio Internacional José Martí.

## Resumen de su obra pictórica

### Etapas de su evolución pictórica

#### Huacayñán
Fue la primera gran serie pictórica o etapa. Es una palabra kichwa que significa “El Camino del Llanto”. Es una serie de 103 cuadros pintados después de recorrer durante 2 años por toda América Latina. Guayasamín la divide en temas: indio, negro y mestizo.
Con Huacayñán, a finales de los años 60, el artista se presenta en tres bienales: Sao Paulo, Barcelona y México; y en las tres obtiene el más alto reconocimiento.

#### La edad de la ira

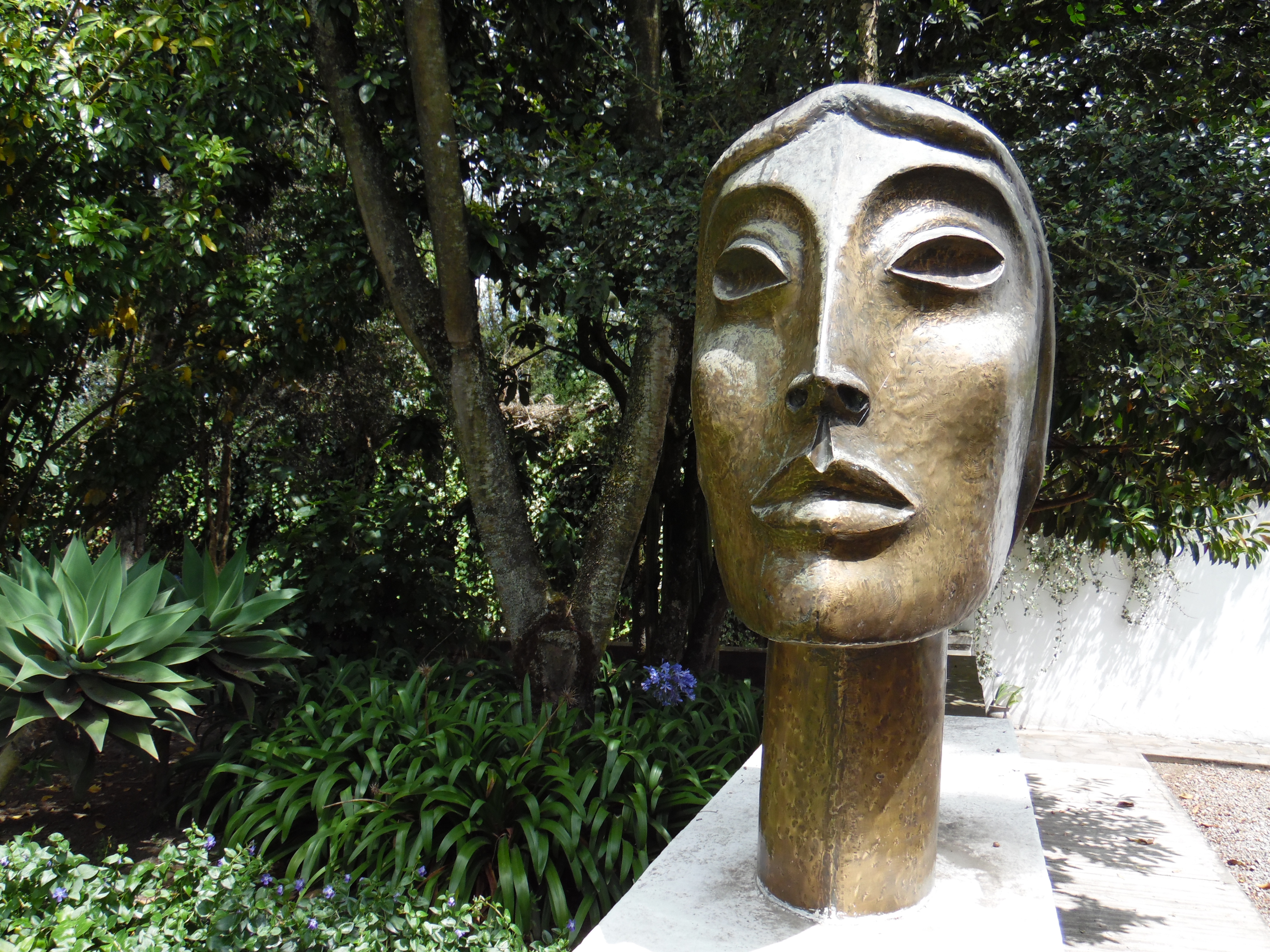
Escultura de José Miguel Guayasamín del Museo del Hombre en Quito

Es la segunda gran serie pictórica o etapa. La temática fundamental de esta serie son las guerras y la violencia, lo que el hombre hace en contra del hombre. Los conflictos bélicos y la injusticia social de este tiempo, es lo que influye al artista a pintar en la década de 1960, La edad de la ira. Con esta colección Guayasamín realiza exposiciones alrededor de Europa y América, sacudiendo la conciencia de la humanidad, desde Roma hasta Santiago de Chile, desde Praga hasta México, desde Madrid hasta San Francisco. Muestra toda la tragedia del siglo XX, las guerras mata-hombres, las torturas y el dolor que producían los dictadores, la angustia de las madres que perdieron a sus hijos.

#### Mientras vivo siempre te recuerdo
Es la tercera gran serie o etapa, también conocida como La ternura; es una serie que Guayasamín dedica a su madre y las madres del mundo, en cuyos cuadros podemos apreciar colores más vivos que reflejan el amor y la ternura entre madres e hijos, la inocencia de los niños, y el amor de pareja. 
La serie incluye varios cuadros y abarca de 1996 hasta 1999 aproximadamente, pero se atomiza. En los últimos años, su fundación ha logrado adquirir algunas de estas obras, para contar con piezas de todos sus períodos. 

#### Otros cuadros
Además de las tres grandes series, Guayasamín se caracterizó por realizar varios retratos de personas famosas, así como también autorretratos. Buscaba siempre mostrar el perfil psicológico de las personas antes que limitarse a replicar el aspecto físico. Además tiene una dilatada serie de flores que pintó a lo largo de toda su carrera. Sobre ellas, Eduardo Kingman mostró admiración y consideraba que tenían mucho valor. También representó paisajes, dentro de los cuales destaca el dedicado a Quito, con su estilo característico. 

### Murales

#### El incario y La conquista

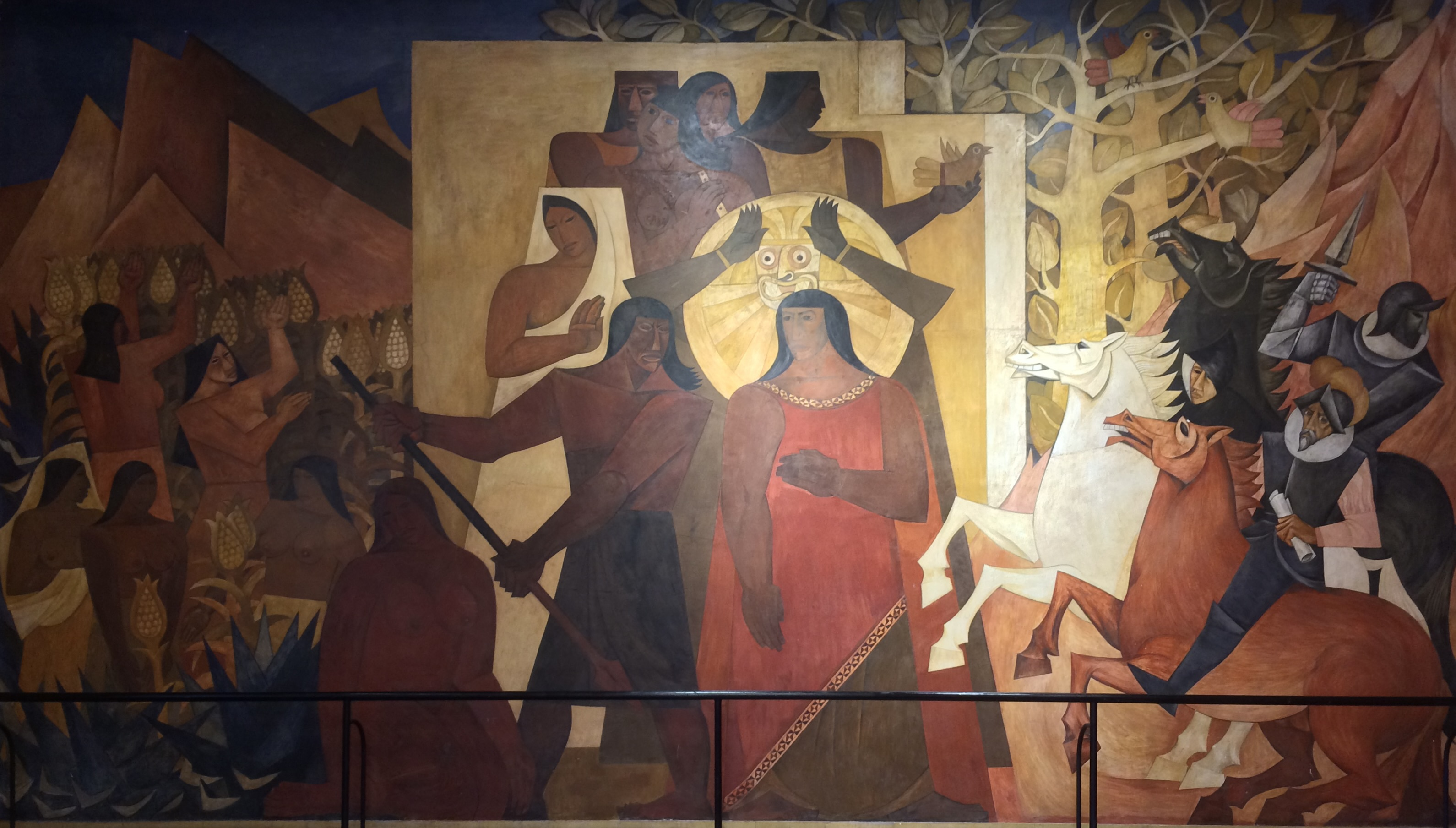
El incario y la conquista española, Palacio Benjamín Carrión de la CCE (Quito).

En 1948, ejecutó un mural para las Casa de la Cultura Ecuatoriana sobre un tema de su historia. Siempre han estado presentes en el espíritu de Guayasamín los problemas del país, los asuntos de su historia, la situación del hombre que habita estas latitudes.
En este mural aborda el tema del Incario y la conquista. Siguiendo, en la parte, la técnica de los murales de José Clemente Orozco, con quien aprendió a pintar al fresco, presenta el problema de la conquista, no como un enfrentamiento de las culturas diferentes, sino, más bien, un conjunto de indígenas realizando varias actividades, desde la recolección de maíz hasta la presencia divina, significada en un círculo que representa al sol, delante del que se halla la gran figura de Atahualpa. Al fondo aparecen las hijas del sol. La presencia de los conquistadores está dada por tres jinetes que cabalgan briosos caballos que no simbolizan, propiamente, lo que representaron en los primeros momentos de la conquista. Los personajes que cabalgan son tres: dos conquistadores –que lleva un puñal, y un papel enrollado- y un fraile, significando con ello el nuevo orden que llegaba. Los rostros de los extraños muestran serenidad, decisión y el del fraile cierta mansedumbre, humildad y hasta dulzura.
En ese mural Oswaldo Guayasamín muestra solo dos grupos humanos diferentes, sin abordar en profundidad el choque que significó la presencia de los españoles en el imperio del Tahuantinsuyo.

#### Mural Ecuador (de la Serie Huacayñan)
Es el segundo mural que ejecutó y es el que cierra su extraordinaria colección, este mural es una síntesis de todo lo que había planteado en los 100 cuadros que componían la exposición.
A diferencia del mural El incario y la conquista’’, en esta obra Guayasamín creó una forma plástica sorprendente. Pintó cinco paneles móviles que permiten un juego a través del que se puede lograr una infinidad de cambios, que le dan al mural, cada vez una visión distinta, sin que pierda su unidad y contenido. Plásticamente contiene figuras de una gran abstracción, muchas de ellas entrelazadas, pero diferentes de su contenido y significación. Básicamente las figuras, más que problemas sociales, sintetizan los elementos étnicos a través de los que había realizado toda la exposición, esto es, los grupos mestizo, indígena y negro. Si bien es cierto que, dialécticamente, los problemas sociales no se los puede tratar como si fuesen fenómenos raciales, no es menos cierto que, aprovechando esta división étnica, demostró que la tragedia, la dominación, la explotación y la miseria estaban presentes en los tres grupos sociales, significando con esto que, en la sociedad dividida en clases y donde la explotación se generaliza, no escapa ningún sector racial a las consecuencias de la explotación de una clase por otra.
No obstante que ese mural no aborda el tema en su profundidad social, sino más bien, y a pesar de sus excelencias significantes plásticas, trata de hallar una mutación que le revela como un creador de connotaciones plásticas inadvertidas.

#### Historia de la civilización

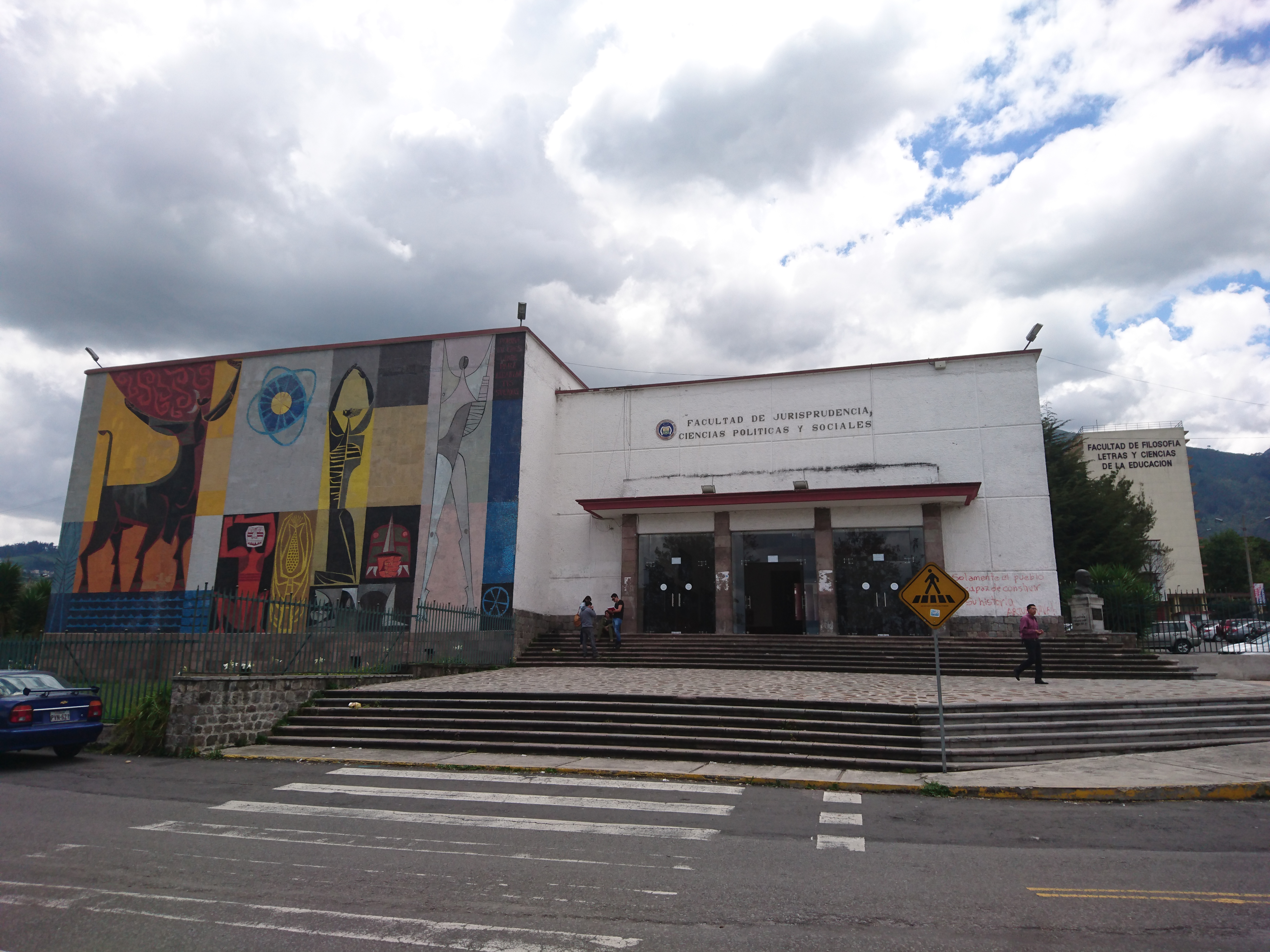
Mural "Historia de la civilización" en la Universidad Central del Ecuador

Su tercer mural, lo realizó en el edificio de la Facultad de Jurisprudencia de la Universidad Central del Ecuador. Esta obra está ejecutada con mosaicos de cristal de Venecia. La composición demuestra un dominio absoluto del "espacio de oro", con el que está dividido el mural.
Guayasamín arranca desde la primera planta petrificada hasta el hombre espacial, después de mostrar al minotauro,  símbolo de la cultura clásica, a las culturas primitivas sobre las que se ha desarrollado la cultura contemporánea, representada en la clásica elipsis que simboliza la era atómica. Se encuentran dos figuras que representan la religión y la guerra y bajo de ellas como víctimas de estas fuerzas negativas, está la figura de un hombre yacente. Por último se encuentra una enorme figura, totalmente abstracta, cuyos brazos no tienen un final anatómico completo, representando al hombre espacial, es decir,  la civilización de viajes cósmicos. En la parte superior, una frase que resume el mensaje del mural: «porque  eres libre para alcanzar tus sueños».
Una simplificación total de elementos sin necesidad de llegar a lo anecdótico, ni al relato, lo que habría exigido una composición  en la que las figuras y los temas se habrían superpuestos para  la idea de cómo se ha desarrollado la civilización, desde  etapas primitivas y clásicas, hasta la era cósmica. Guayasamin demuestra un extraordinario dominio del tema, que hace posible con apenas diez elementos se revele toda la historia de la civilización, en sus etapas más significantes.

#### Descubrimiento del Amazonas
Un cuarto mural, realizado al fondo de la escalera principal del Palacio Presidencial, está inspirado en la aventura más prodigiosa del espíritu español que, alucinado por la leyenda El Dorado, descubrió el gran río del Amazonas. Este mural está concebido en tres paneles que representan la salida de los expedicionarios desde la ciudad de Quito. 
Luego la aventura en el río desconocido que atraviesa una naturaleza deslumbrante pero llena de peligros y misterios. En este segundo panel hay tres grupos humanos y un ave que, según la leyenda, era la que anunciaba la cercanía de un poblado. El tercer panel, en cambio, representa la llegada de los tres aventureros, dirigidos por Orellana, a la desembocadura del Río de las Amazonas, en el océano Atlántico. Este panel de la sensación del triunfo del hombre sobre lo desconocido, después de superar enormes sacrificios y desventuras. 
El mural, a diferencia del realizado en la Universidad Central, constituye un relato, hecho en colores brillantes, de este acontecimiento cuya transcendencia historia constituye una de las mayores glorias de Quito. Por eso Guayasamín consagra esta verdad en una de las leyendas que se halla sobre el mural.

#### La Imagen de la Patria

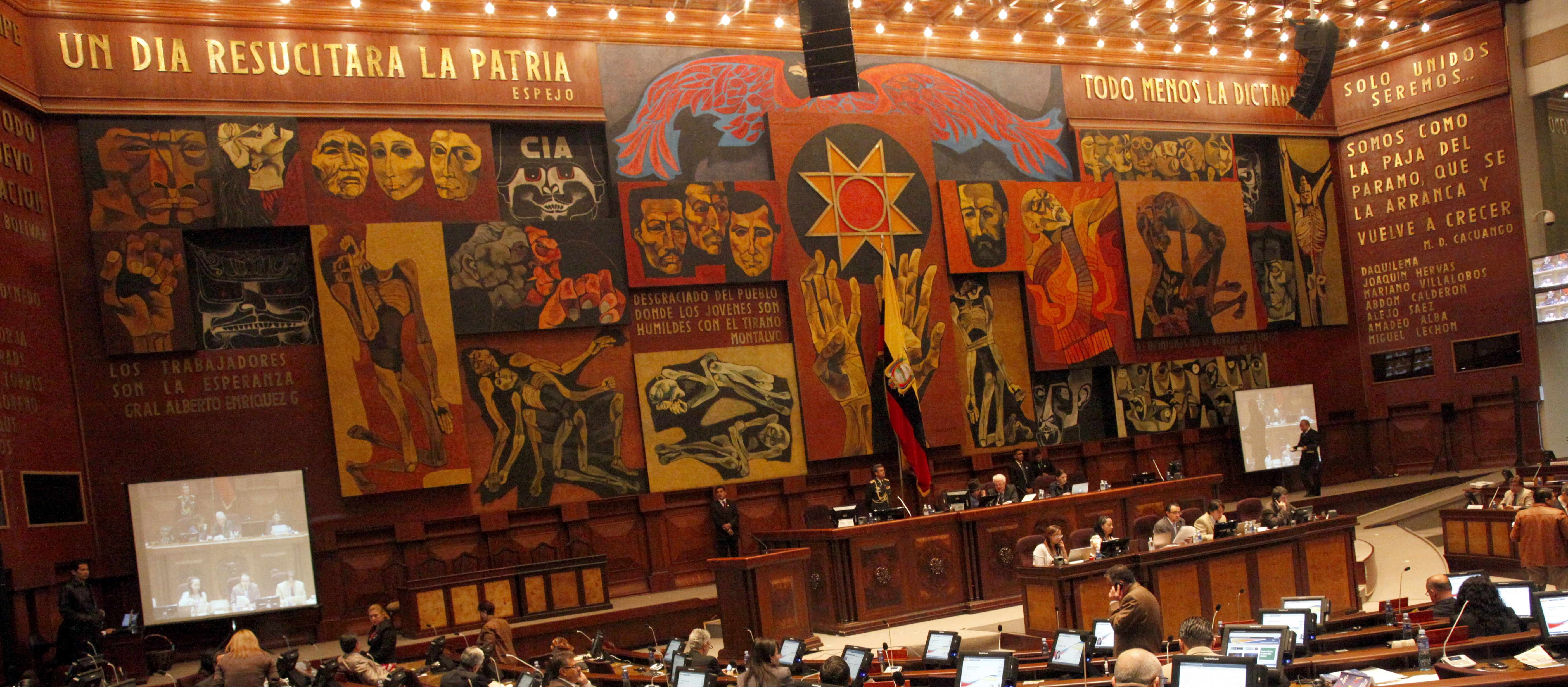
Imagen de la Patria, en la Asamblea Nacional del Ecuador

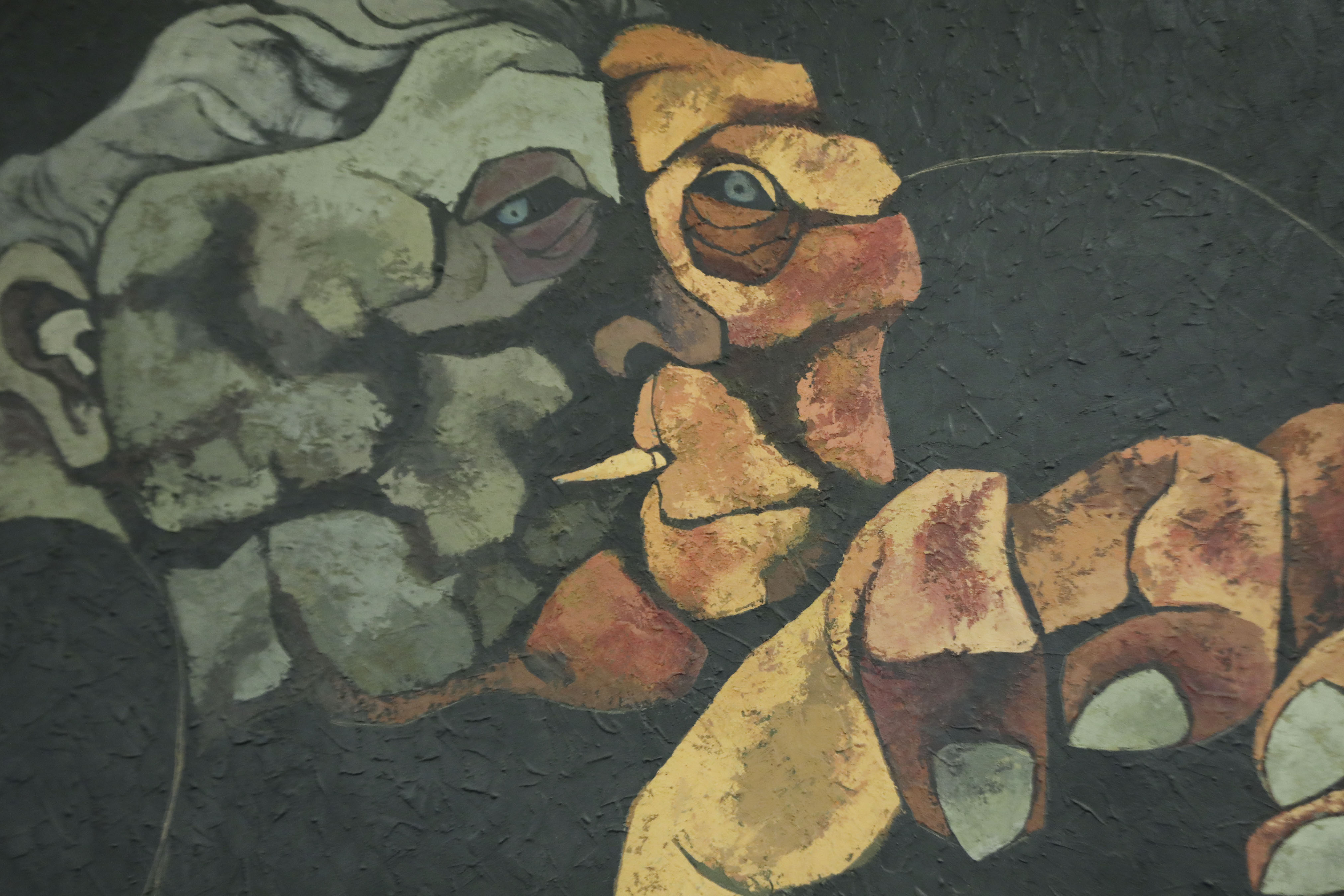
Detalle del mural

Es probablemente uno de sus murales más importantes ya que se encuentra en la Asamblea Nacional del Ecuador, decorando uno de sus cámaras. Ahí representa a varias figuras de la historia de Ecuador como a Vicente Rocafuerte, Eugenio Espejo, Juan Montalvo, Dolores Cacuango, Manuela Sáenz, Manuela Cañizares, Eloy Alfaro, entre otras personas. Además cuenta con varias frases como "Las opiniones no se borran con fuego" de José Mejía Lequerica. También muestra apoyo a la unión de los países de Hispanoamérica, citando la frase de Bolívar: "Formar de todo el mundo nuevo una sola nación". Valora la oposición a la dictadura con la famosa frase de Juan Montalvo: "Desgraciado del pueblo donde los jóvenes son humildes con el tirano". Representa negativamente, usando colores fríos que contrastan con el tono cálido del mural a la intervención extranjera (representada por la CIA), a la iglesia (a través de un sacerdote jesuita), al militarismo, a la oligarquía y al populismo (a través de un rostro que tiene similitudes al de Velasco Ibarra). En el centro se ven dos manos que conducen a una estrella de ocho puntas coronada por un cóndor. Fue inaugurado el 5 de agosto de 1988.

#### Ecuador (del Consejo Provincial de Pichincha)
El último mural, en el que revela no solo un dominio plástico extraordinario, sin antecedente alguno en cuanto a la concepción y soluciones estéticas, sino una madurez de criterio y pensamiento, cuyas bases está en el conocimiento decantado de los fenómenos históricos de Ecuador.
En cuanto a la simbología del mural se puede hallar, si se quiere, un antecedente en su conjunto escultórico que se levanta en la Plaza Cívica de Guayaquil y cuyo tema en el Monumento a la Patria Joven. En este caso, se halla representada por un niño que significa la esperanza del país de encontrar su definición y su destino y que la patria emerja hacia el desarrollo pleno, superando todos los factores negativos que la han frustrado y desviado, en el conjunto escultórico hay tres figuras que simbolizan, de la misma manera que en el mural, la esperanza de hallar una salida para el país. Las dos figuras laterales compuestas por un hombre y una mujer, ayudan a emerger a un niño de entre un bosque de lanzas que representan las dificultades que hay que vencer para que el país amanezca a una nueva etapa, donde las frustraciones, la agonía, la desesperanza desaparezcan, para dar paso a una etapa histórica plena de realizaciones.
Además, en esta obra está presente el conocimiento del pasado ecuatoriano, como factor esencial que lleva a la comprensión de los problemas actuales y a la determinación de construir un futuro luminoso en el que no exista la explotación del hombre por el hombre. 
Valores plásticos: Este mural cubre una superficie de 14 metros de largo por tres de alto, con un total de 42 metros cuadrados.
Las mitas: Esta figura quizás es la más doliente y trágica de todo el mural, porque representa a un hombre cuyas extremidades han sido asimiladas a patas de animales, para dar la sensación y representar el extraño, antinatural y acientífico concepto que se impulsó sobre el indio. (…).
La iglesia: Este tema, dentro de la concepción general del mural constituye el otro corte dado al proceso de la historia ecuatoriana. Plásticamente está resuelto por dos cruces superpuestas: una que muestra únicamente las manos crucificadas de Cristo y otra que se halla encima, pintada sobre un papel negro, en rojo que recuerda la vestimenta de los prelados. Al final de esta cruz, esta uno de los artefactos de martirio que utilizó la Inquisición, tanto en España como en América. (…). 
La independencia: Guayasamín simboliza la independencia mediante una cabeza de español y una armadura desecha, situada en forma equidistante a la del conquistador. Mediante este recurso, realizado en colores grises claros, demuestra la caída del régimen hispano. (…).
La miseria: Bajo este relato se halla el cuadro de una mujer gritando, realizado en grises oscuros. Esta figura representa la actual situación del pueblo. Su rostro revela la desesperación y la angustia.(...).

## Fundación Guayasamín

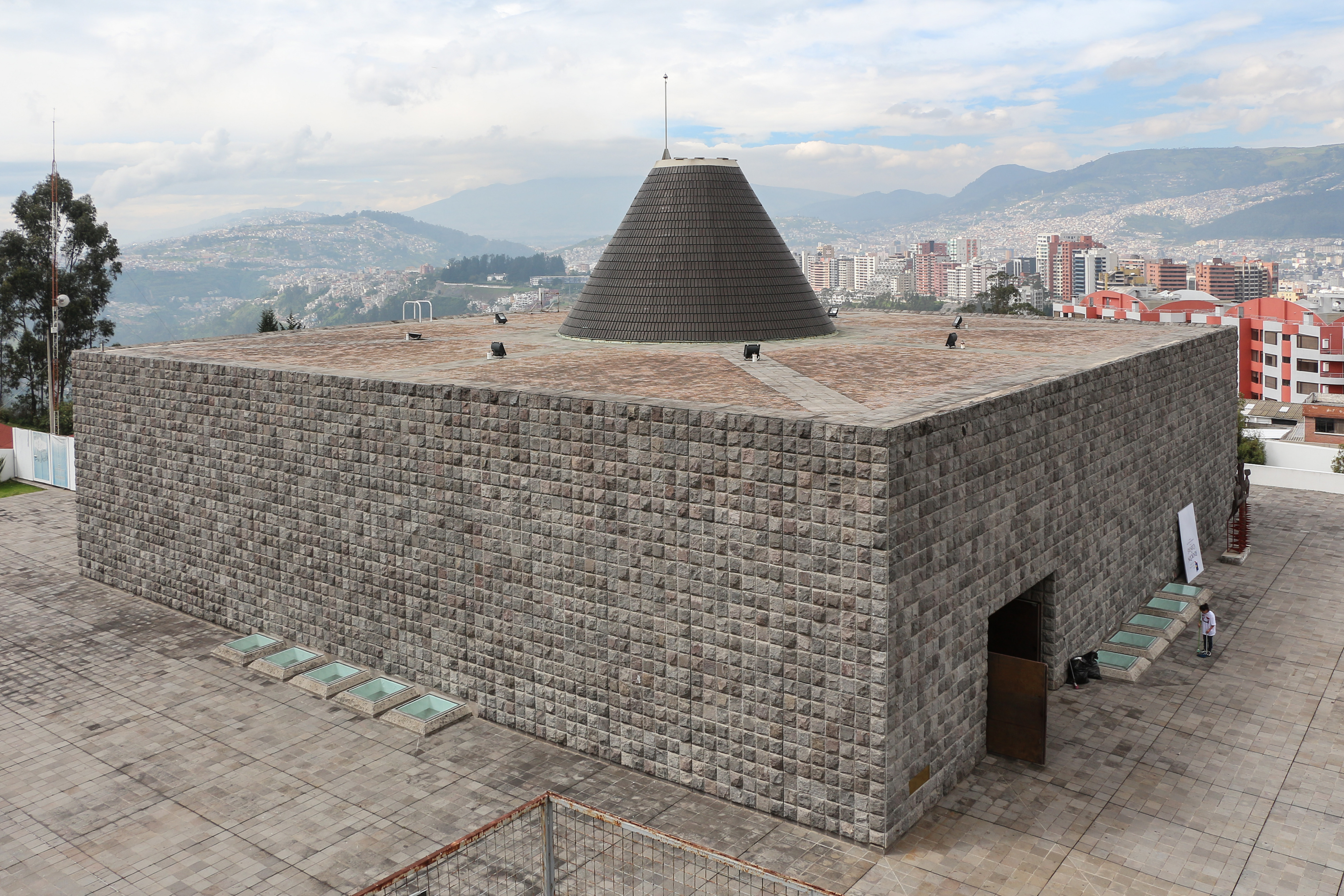
La Capilla del Hombre

Oswaldo Guayasamín crea, en conjunto con su familia, una institución: la "Fundación Guayasamín" (por acuerdo Ministerial N.º 4821 del 21 de julio de 1976), con el objetivo principal de asegurar la preservación de los bienes culturales y colecciones cedidos por el artista y de velar por su propósito de beneficio colectivo y carácter popular.
Esta fundación administra y gestiona las obras donadas por Oswaldo Guayasamín al patrimonio artístico y cultural del Ecuador y expone sus colecciones de arte arqueológico colonial y contemporáneo, en los espacios culturales: "Casa Museo Guayasamín", la Capilla del Hombre, y el "Sitio Arqueológico y Parque de las Culturas" (Sitio arqueológico Z3B3-090). 
Adicionalmente Guayasamín en vida gestiona otras extensiones de la fundación en: Chile, República Dominicana, España - Casa Guayasamín de Cáceres  y, en Cuba, la Casa Guayasamín de La Habana, estas dos últimas funcionan hasta la actualidad.
La primera sección del museo muestra algunos de sus cuadros, sus principales series como La Edad de la Ira, o también La ternura. Narra la vida del autor a través de su obra, se muestran algunos de sus retratos, paisajes, bodegones, naturaleza muerta y su taller. También se encuentra en el patio exterior sus restos, bajo un árbol en una vasija de barro. Junto a él descansa Jorge Enrique Adoum, como fue la voluntad del poeta y amigo. 
Aquí también se encuentra su colección de arte que incluye una colección importante de objetos de culturas precolombinas que ascienden a cerca de tres mil piezas. Muchas de ellas las compró, afición que tenía desde su juventud y otras las recibió como regalo de personas que sabían que coleccionaba y le entregaban. Esto forma parte del segundo museo que se exhibe en La Capilla del Hombre.
El tercer, museo que forma parte de la fundación es su colección de arte colonial. Guayasamín cultivó la larga tradición pictórica de Ecuador que se desarrolló desde la Real Audiencia, por lo que aprendió de los grandes artistas de la Escuela Quiteña como Miguel de Santiago, Manuel de Samaniego, Bernardo de Legarda, entre otros. Lo que fue fuente de inspiración y escuela ahora esta accesible al público como parte del museo.